# Cryptophis boschmai
Cryptophis boschmai là một loài rắn trong họ Rắn hổ. Loài này được Brongersma & Knaap Van Meeuven mô tả khoa học đầu tiên năm 1961.